# Sangiaccato di Serres
Il sangiaccato di Serres (in turco ottomano Siroz: Sancak-i/Liva-i Siroz; in greco λιβάς/σαντζάκι Σερρών?, in bulgaro Серски Санджак?) era una provincia ottomana di secondo livello (sangiaccato/sanjak o liva) che comprendeva la regione intorno alla città di Serres (in turco: Siroz, nell'odierna Grecia) nella Macedonia centrale.

## Storia

### Contesto
Serres cadde sotto l'Impero ottomano il 19 settembre 1383 inizialmente sotto forma di feudo appartenente al militare Evrenos Beg, il quale portò coloni yörük dall'area di Sarukhan. Sebbene non abbia mai raggiunto una particolare importanza all'interno dell'Impero ottomano, Serres divenne anche sede dal 1413/1414 in poi di una zecca. Nel XVIII e all'inizio del XIX secolo, Serres fu un beilicato autonomo sotto una successione di derebey, all'interno del sangiaccato di Salonicco.

### Creazione del sangiaccato
Serres divenne una regolare provincia nel 1846, durante le riforme del Tanzimat, come sangiaccato dell'Eyalet di Salonicco (in seguito Vilayet di Salonicco), comprendente le città di Drama, Melnik, Timurhisar (Sidirokastro), Nevrekop (Gotse Delchev) e Lissa. Poco dopo Drama fu creata come centro separato del sangiaccato, e nel 1912, nell'ultimo anno della sua esistenza, il sangiaccato di Serres comprendeva le kaza di Serres propriamente detta, Zihne (Nea Zichni), Melnik, Razlik (Razlog), Petrich, Timurhisar (Sidirokastro), Djuma-i Bala (Blagoevgrad) e Nevrekop (Gotse Delchev).

### Dissoluzione
La provincia fu sciolta quando venne occupata dalle truppe bulgare nella prima guerra balcanica. Nel 1913, dopo la seconda guerra balcanica, la città di Serres e la metà meridionale del sangiaccato divennero parte della Grecia.